# Данелян, Грегор Арташевич
Грегор Арташевич Данелян (бел. Рыгор Данелян; 28 мая 1950, Тбилиси — 13 мая 2021, Минск) — белорусский художник, скульптор.

## Биография
Родился 28 мая 1950 году в Тбилиси. Родители: Данелян Артем Данелович и Арутюнова Люся Самсоновна.
Детство, юность и отрочество художник провел в одном из старейших районов города — Пески (сейчас там находится Парк Рике).
В 1964 году окончил центральную художественную школу (класс Шота и Маргариты Метревели).
В 1973 году с отличием окончил Ереванский государственный художественно-театральный институт.
В 2016 году у художника обнаружили злокачественную опухоль в области кишечника. 13 мая 2021 Грегор Данелян скончался у себя дома. Похоронен в Тбилиси, на Кукийском кладбище, на могиле родителей.

## Творческий путь
"Есть разные типы художников. Есть художники, для которых их работа — только профессия, способ зарабатывания денег. Есть другие (их немного), которые просто не могут жить иначе. Для некоторых художников главное — восхищение окружающим миром, желание навсегда запечатлеть его, остановить прекрасное мгновенье. Другие озабочены самовыражением — накопившаяся внутри творческая энергия ищет выхода наружу. Существуют мастера, которые всерьез «учат, просветительствуют». Другие творят так, как поют птицы — легко и просто, не задумываясь. Григор Данелян, кажется, не принадлежит ни к первым, ни ко вторым, ни к десятым. Он — особняком, он сам по себе, он «вне мира сущего»… "
- 1965—1975 Интенсивно изучает технику живописи и графики разных веков, а также теорию и историю искусств. В 1970-х работал в стиле экспрессионизма, монументального искусства, коллажа и ПоП-Арта.
- 1970—1980 Работает над экспрессивным воплощением теории лучизма и кубизма в живописи с синтезом Света и элементов мистицизма.
- 1980—2000 Этот период характеризуется экспрессией Света в живописи, с символикой Духа. Работает над материальным воплощением энергии Духа на холсте с рефлексией мистерий. Работает над проблемой Медитации на Внутренний Свет, а также вибраций Божественного Света и Его контакта со зрителем.
- 2000—2021 Работал над программой иррационального, Супраментального отражения вибраций Духа и Света в Гармонии с Абсолютом.

Автор более сорока персональных (в том числе приватных) выставок в Грузии, Армении, Беларуси, России, Латвии, Франции, Испании, Италии и др.
С 1970-х годов работал исключительно по авторской, творческой программе.
В сфере практических интересов художника — Материализация Духа на полотнах методом Prana Pratishtha (санскрит). Более 30 лет занимался йогической практикой Heartfulness.
Практиковал введение энергетической силы Абсолюта в произведение искусства, а также — Внутреннее свечение картин. Звуковая вибрация произведений (shabta). Арт-терапия при помощи позитивно заряженных произведений искусства. Сфера супраментального, иррационального сознания -«Четвертое измерение» П. Д. Успенского.
Большинство из перечисленных исследований реализованы в авторских произведениях, в частности в коллекциях:
- «Гамбургская» (1997—2000) — 14 картин.
- «В Свете Его Света» (1993—2003) — 10 картин. В Национальном Художественном Музее Республики Беларусь была организована выставка работ автора.
- «Вечная Истина» (2003—2014) — 5 картин.
- «К Бесконечности» (2004—2016) — 7 картин. В 2013 году часть коллекции была выставлена в галерее[5] «Rietum Bank», Латвия, Рига.
- «Вивальди» (2010—2019) — 10 картин. В 2016 году часть коллекции была выставлена в Краснодаре.

Произведения Грегора Данеляна находятся в музеях и частных коллекциях: Армении, Австрии, Германии, Грузии, Голландии, Дании, Израиля, Италии, Канады, Франции, США, России, Австрии, Швейцарии, Норвегии, Украины и тд.

## Выставки
- 1988 — Галерея «ЦДХ» Тбилиси (Грузия)
- 1991 — Галерея «АрДиЭкс» Тбилиси (Грузия)
- 1991 — Международная выставка «Арт-миф 2» Москва (Россия)
- 1992 — Галерея «Альтернативный Театр. Класс-Клуб» Минск (Беларусь)
- 1993 — Галерея «Медея» Минск (Беларусь)
- 1997 — Галерея «IBB-centre» Минск (Беларусь)
- 1998 — Дворец искусства Минск (Беларусь)
- 1998 — Историко-худ.музей Калининград Калининград (Россия)
- 2000 — Галерея «LaSandr» Минск (Беларусь)
- 2000 — Музей книги Полоцк (Беларусь)
- 2000 — Музей «Дом охотника» Гомель (Беларусь)
- 2000 — Галерея. Торе Канавезе Турин (Италия)
- 2001 — Областной центр народного творчества Минск (Беларусь)
- 2002 — Дом дружбы Минск (Беларусь)
- 2002 — Малый зал Дворца Республики[6] Минск (Беларусь)
- 2003 — Национальный художественный музей Минск (Беларусь)
- 2007 — Галерея библиотеки им. Пушкина Минск (Беларусь)
- 2007 — Галерея «IBB-centre» Минск (Беларусь)
- 2008 — Полоцкая Художественная Галерея Полоцк (Беларусь)
- 2008 — Национальная библиотека Международная выставка графики «Арт-линия»[7] Минск (Беларусь)
- 2013 — Галерея Rietum Bank[8] Рига (Латвия)
- 2016 — Краснодарский художественный музей[9] Краснодар (Россия)
- 2017 — Галерея «FUNDACIÓN ALVARGONZÁLEZ»[10] Хихон (Симадевилла) (Испания)
- 2018 — Национальная библиотека Галерея «Лабиринт»[11] Минск (Беларусь)
- 2020 — Галлеея LIBRA Минск (Беларусь)
- 2023 — Национальный центр современных искусств Минск (Беларусь)
- 2024 — Музей истории и религии Гродно(Беларусь)
- 2025 — Национальный центр современных искусств Минск (Беларусь)